# نایدریرسن
نایدریرسن (به آلمانی: Niederirsen) یک شهر در آلمان است که در راینلاند-فالتس واقع شده‌است.

## خصوصیات
نایدریرسن ۱۱۳ نفر جمعیت دارد.